# Parroquia de Ascension
La parroquia de Ascensión (en inglés: Ascension Parish), fundada en 1807, es una de las 64 parroquias del estado estadounidense de Luisiana. En el año 2000 tenía una población de 76.627 habitantes con una densidad poblacional de 101 personas por km². La sede de la parroquia es Donaldsonville.

## Geografía
Según la Oficina del Censo, la parroquia tiene un área total de 784 km² (302,7 mi²), de la cual 755 km² (291,5 mi²) es tierra y 29 km² (11,2 mi²) (3.75%) es agua.

### Parroquias adyacentes
- Parroquia de East Baton Rouge - norte
- Parroquia de Livingston - noreste
- Parroquia de St. John the Baptist - este
- Parroquia de St. James - sureste
- Parroquia de Assumption - suroeste
- Parroquia de Iberville - oeste

## Carreteras
- Interestatal 10
- U.S. Highway 61
- Carretera Estatal de Luisiana 1
- Carretera Estatal de Luisiana 16
- Carretera Estatal de Luisiana 18
- Carretera Estatal de Luisiana 73
- Carretera Estatal de Luisiana 22
- Carretera Estatal de Luisiana 30
- Carretera Estatal de Luisianay 42
- Carretera Estatal de Luisiana 44

## Demografía
En el 2000 la renta per cápita promedia de la parroquia era de $44,288, y el ingreso promedio para una familia era de $50,626. En 2000 los hombres tenían un ingreso per cápita de $41,109 versus $23,054 para las mujeres. El ingreso per cápita para la parroquia era de $17,858. Alrededor del 12.90% de la población estaba bajo el umbral de pobreza nacional.

## Ciudades, pueblos y villas

### Incorporadas
| - Donaldsonville - Gonzales - Sorrento |

### No incorporadas
| - Abend - Acy - Barmen - Belle Helene - Bowden - Brignac - Brittany - Bullion - Burnside - Cofield | - Cornerview - Darrow - Duckroost - Duplessis - Dutchtown - Galvez - Geismar - Hillaryville - Hobart - Hohen Solms | - Hope Villa - Lake - Lemannville - Little Prairie - McElroy - Marchand - Miles - Modeste - Mount Houmas - Oak Grove | - Noel - Palo Alto - Philadelphia Point - Prairieville - Saint Elmo - Saint Amant - Smoke Bend - Southwood - Weber City |